# Gracupica
Gracupica es un género de aves paseriformes de la familia Sturnidae nativas de Asia. Anteriormente se clasificaron en Sturnus y Sturnia.

## Especies
El género tiene dos especies:
- Gracupica nigricollis — estornino cuellinegro;[2]
- Gracupica contra — estornino pío.[2]